# Ferecetotherium
Ferecetotherium es un género extinto de cetáceo perteneciente a la familia Physeteridae. El único miembro asignado al género es la especie Ferecetotherium kelloggi, la cual proviene del Oligoceno y fue hallada en Azerbaiyán. La especie está relacionada con el cachalote, fue descrita en 1970 y lleva el nombre específico en honor a Remington Kellogg, quien se especializó en el estudió fósiles de cetáceo.